# Elaphria flaviorbis
Elaphria flaviorbis är en fjärilsart som beskrevs av Paul Dognin 1907. Elaphria flaviorbis ingår i släktet Elaphria och familjen nattflyn. Inga underarter finns listade i Catalogue of Life.